# Ghana en los Juegos Olímpicos de Vancouver 2010
Ghana estuvo representada en los Juegos Olímpicos de Vancouver 2010 por un solo deportista que compitió en esquí alpino.  
El portador de la bandera en la ceremonia de apertura fue el esquiador Kwame Nkrumah-Acheampong. El equipo olímpico ghanés no obtuvo ninguna medalla en estos Juegos.